# 2662 Kandinsky
2662 Kandinsky је астероид главног астероидног појаса чија средња удаљеност од Сунца износи 2,440 астрономских јединица (АЈ).
Апсолутна магнитуда астероида је 14,4.